# Казе Ризера (Тревизо)
Казе Ризера је насеље у Италији у округу Тревизо, региону Венето.
Према процени из 2011. у насељу је живело 28 становника. Насеље се налази на надморској висини од 21 м.